# Pelicinus vernalis
Pelicinus vernalis är en spindelart som först beskrevs av Bryant 1945.  Pelicinus vernalis ingår i släktet Pelicinus och familjen dansspindlar. Inga underarter finns listade i Catalogue of Life.